# 意外事故

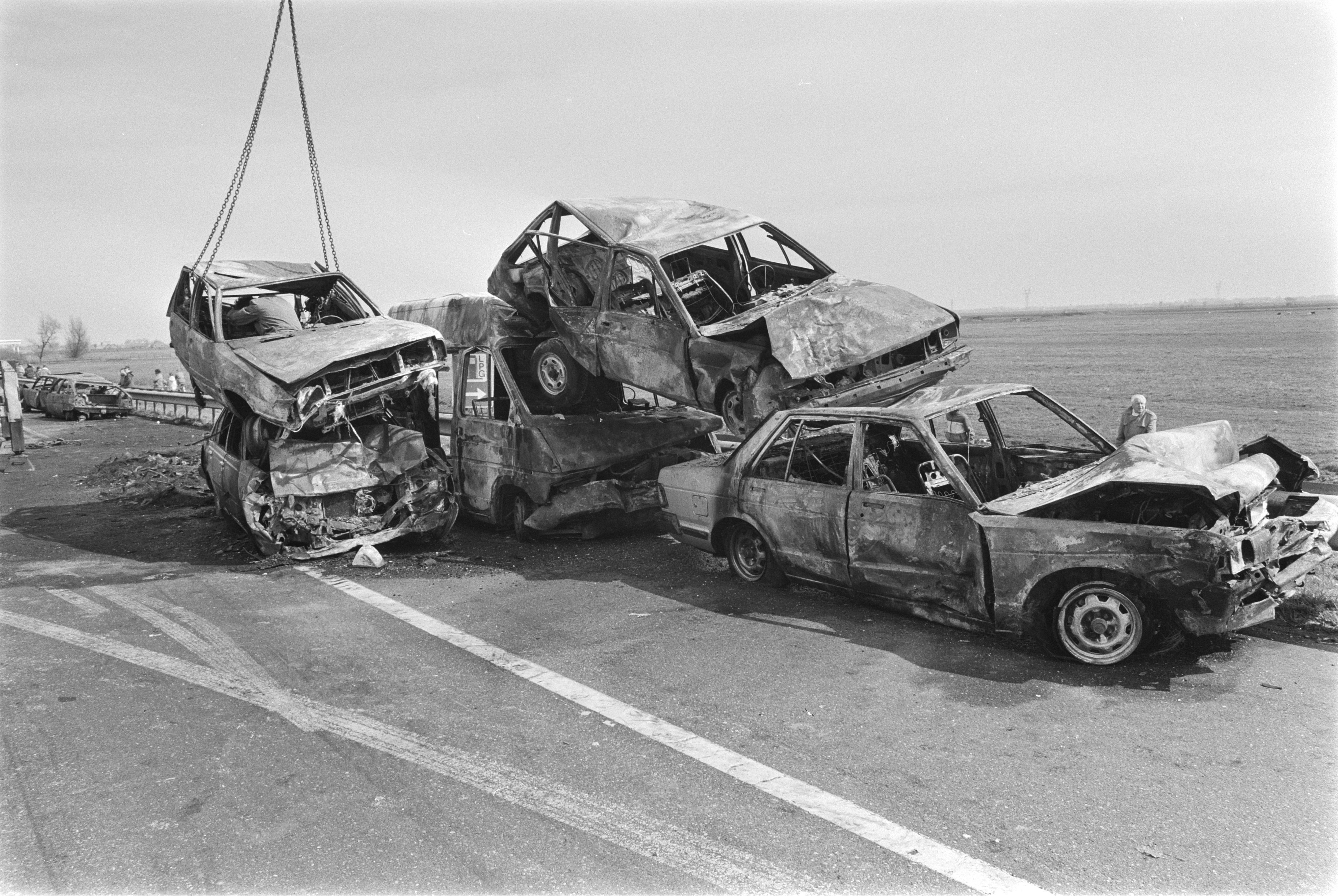
交通事故是常见的意外事故

意外事故是指一件在指定時間和地點不經常發生的事件，對事件中的當事人而言是沒有預計過的，而且這事件會為主角及其身邊的人帶來某種後果，而後果多數來說都是負面的。
意外是很大程度上由外在的原因所引發，因此對人來說是難以預計及避免。以塞車為例，塞車這事件可能是因為有交通事故發生，對於受塞車影響的人是無法控制的，有人可能會認為只要提早出門或是乘坐鐵路系統就可以避免塞車。但事實上，提早出門或是乘坐鐵路系統只是避免了塞車所引致的後果，對於塞車這事件而言，這事件是依然存在的。
意外事故以「事故傷害」之名列為中華民國十大死因之一。